# Rio South Fork Republican
O rio South Fork Republican é um rio que nasce no Condado de Lincoln, Colorado e flui em direção a leste-nordeste por cerca de 275 km antes de desaguar no Rio Republican, no Nebraska.